# 程兆熊 (農學家)
程兆熊（1907年9月22日—2001年5月7日），中華民國农学家、教育家、哲學家、文學家。他曾創辦過報社、書局，以及出版發行多本刊物，也曾在中國江西鵝湖書院成立信江農業專科學校，並與多位新儒家學者共同籌辦香港新亞書院。國共內戰期間前往臺灣，創辦臺灣省立農學院園藝系和擔任文化大學首任農學院院長；也曾參與山地園藝資源調查並支持溫帶果樹種植，亦有後人稱呼他为「臺灣蘋果之父」。

## 生平

### 早期生活與求學
清朝光緒三十三年（1907年）9月22日，程兆熊出生於江西省廣信府貴溪縣三板橋鄉的理學世家。1917年就讀貴溪象山小學，接著於1920年進入南昌第二中學就讀。1926年加入中國國民黨並就讀廣州中山大學物理系，1928年隨軍參與清黨，隔年轉入園藝系，1931年畢業並取得農學學士。接著於1932年7月至1934年2月間，在南京創辦「國際譯報社」和開設「國際書局」，並出版發行《國際譯報》、《國際譯叢》、《小國際》、《國際情報》及《文化通訊》刊物。1933年10月10日與譚傳徽結婚，之後一同前往法國巴黎。分別於1935年和1937年，先後取得法國的凡爾賽園藝學院工程師學位和巴黎大學文學博士。1937年12月完成博士論文（中文：滿洲（中國東三省）農民的生活），毕业后程兆熊返回中國。

### 職業生涯

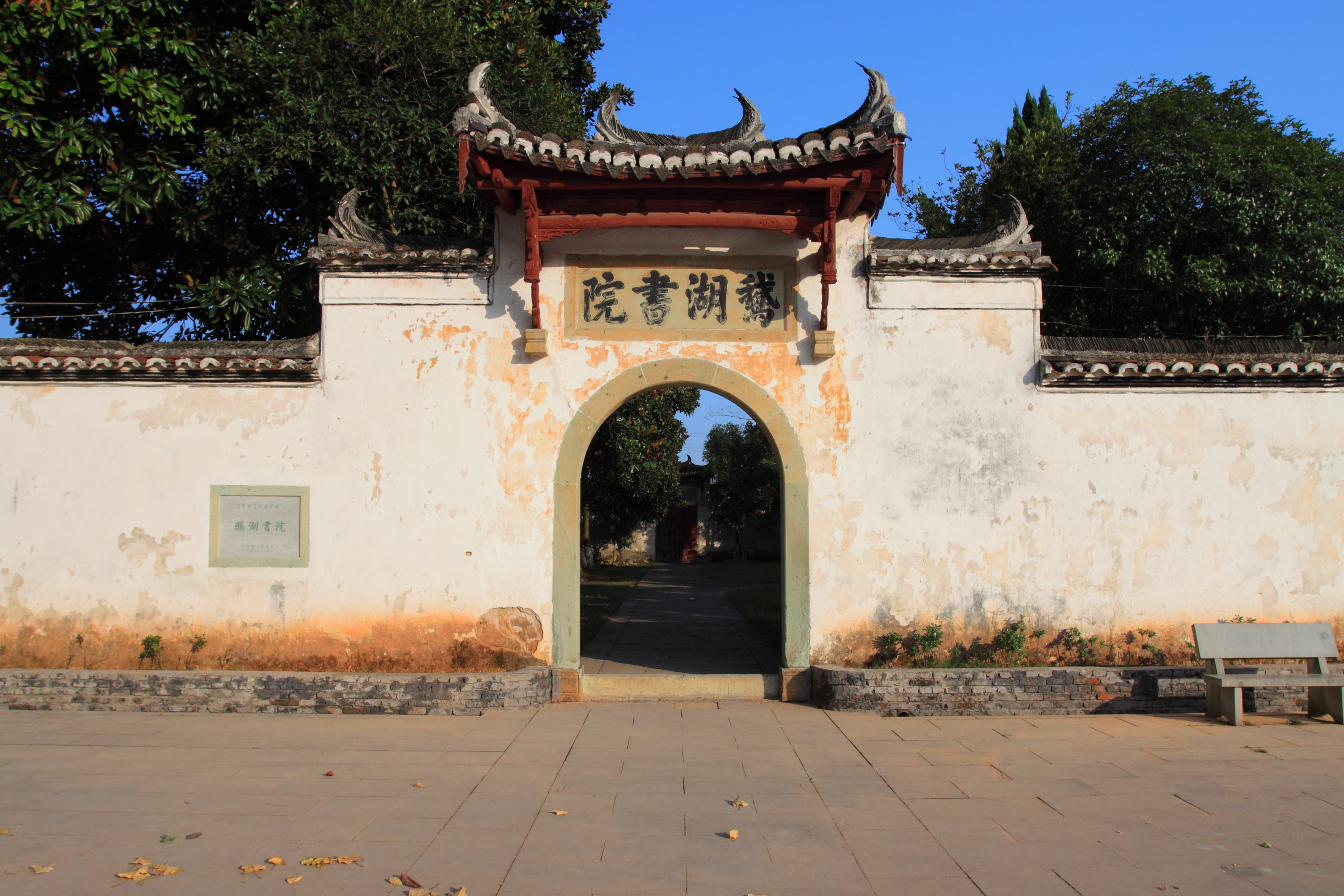
鹅湖书院門口

1938年2月，程兆熊出任國民政府軍事委員會戰時工作幹部訓練團主任教官，並在武漢創辦《自強日報》。他受時任中國國民黨中央訓練委員會主任委員陳誠邀請，於1939年2月擔任重慶中央訓委會的訓練視察專員。1941年初借調至上饒第三戰區文化設計委員會，隨後創刊《文化講壇》、《文報》。同年12月底，程兆熊返回重慶，次年秋前往雲南昆明任川滇特別黨部主任委員，協助向法國接收滇越鐵路。之後他在1942年12月與鮮季明、唐君毅、程行敬及周輔成合辦《理想與文化》月刊。1944年3月在上饒第三戰區司令顧祝同的邀請下，程兆熊參與文化運動委員會並創辦《中國文化》季刊。
抗日戰爭勝利前，程兆熊在1945年擔任江西省國民黨部執委，與杨惟义、黄野萝等鄉賢於信江書院創辦「私立信江農業專科學校」後遷校至鵝湖書院，三人分別出任校長、教务长和训导长，倡導性情之教的儒家教育理念。1949年因第二次國共內戰程兆熊在上海搭上最後一班軍機飛抵臺灣岡山，之後前往香港與錢穆及唐君毅等人共同創辦「新亞書院」
。程兆熊於1951年返回臺灣，擔任臺灣省立農學院教授兼教務長。1953年參與耕者有其田聯合督導團，曾考察臺灣鄉鎮172處和訪問500家農民。1954年他創辦臺灣省立農學院的園藝系並擔任系主任；隔年至1957年間受中國農村復興聯合委員會委託帶領農學院師生進行中部高冷地園藝資源調查，以找尋何處適宜種植溫帶果樹。程兆熊於1955年至1957年間，曾出書《山地園藝資源調查報告》共3冊、《山地紀行》、《山地日記》、《高山族中》、《山地書》。

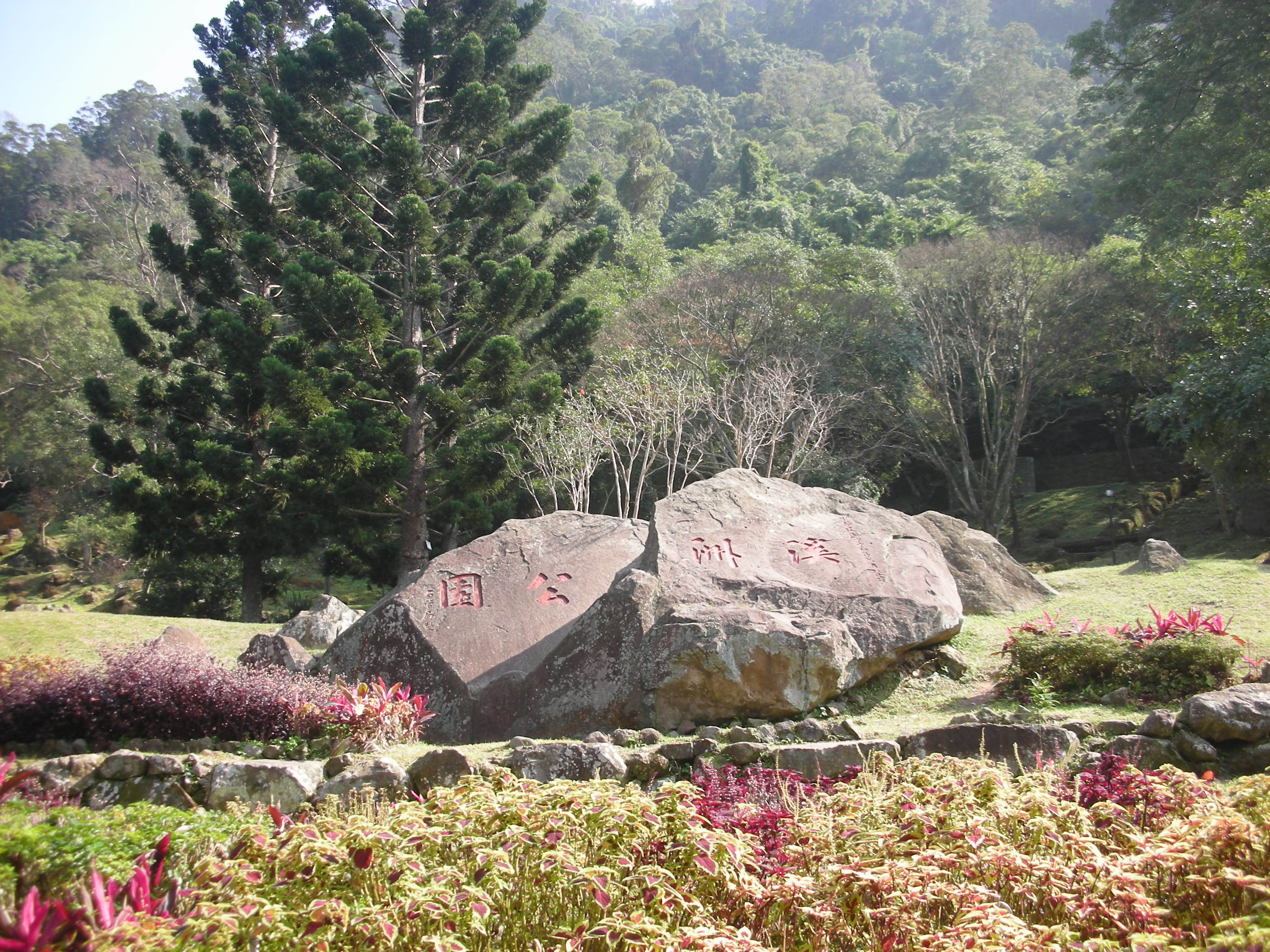
位於石門水庫內的溪州公園

1958年，程兆熊與中國農村復興聯合委員會合作在位於南投縣仁愛鄉能高林場成立「北東眼大山山地實驗果園」，並引進和試種蘋果、梨、棗、杏仁等落葉果樹，皆成活且生育良好，約第5年即可收獲。同年結束在臺灣省立農學院的任教，另於國立臺灣大學園藝系以客座教授名義，開設中國園藝史和中國造園史課程。1953年，中國園藝學會聘請程兆熊擔任全省性蘭花展覽會之評判委員。曾於1960年設計石門水庫溪州公園藍圖，後於1963年由石門地方建設委員會實施。
程兆熊於1960年至1962年出任香港新亞書院訓導長 ，隔年始任中文系主任，1972年退休。1973年返台定居和在行政院農業發展委員會任職，同年至1974年間率隊調查中橫公路與北橫公路沿途各種落葉果樹生育狀況，並提出南橫公路沿途開發建議。隨後推動蘋果的栽種，敘述到：「在台灣種蘋果，是我引進來的。」，並輔導中華民國退輔會農場與原住民栽培落葉果樹，提供就業機會改善榮民和原住民的生活，故被後人尊稱為「臺灣蘋果之父」。

### 晚年與逝世
受中國文化大學創辦人張其昀及詹純鑑邀請前往任教，於1974年和1980年各別擔任園藝學系主任與農學院首任院長。1975年成立鵝湖出版社和出版《鵝湖書院叢書》。1980年出任中華民國內政部國家公園研究發展委員會之指導委員。1981年協助中國文化大學設立造園暨景觀學系，並於1973至1985年間教授花卉各論、觀賞樹木、造園技術和造園學等，1989年在哲學研究所教授禪學與儒道，為隨其兒子前往美國而於1998年離校。1999年3月，程兆熊旅居美國加州阿拉米達；2001年5月7日逝世，享耆壽93歲，同月12日安葬於舊金山灣區屋崙華埠的山景墓園。

## 影響
中華民國退輔會根據程兆熊的中部山地園藝資源調查報告發展溫帶蔬果，1957年5月1日成立梨山榮民農場；1961年2月成立見晴榮民農場；1963年5月10日成立武陵榮民農場。前臺大梅峰農場副場長陳中教授曾提到：「我們成功實踐程兆熊老師當年的期許：在亞熱帶種植涼溫帶作物，讓蘋果成為臺灣高山溫帶果樹經典。」臺灣目前種植的蘋果品種大多以富士為主。另外，學者認為程兆熊所提出的「立體哲思」，可供後人將儒家融入民主、法學、經濟、農業、心理學、人工智慧等多元素，形成「立體文化」。

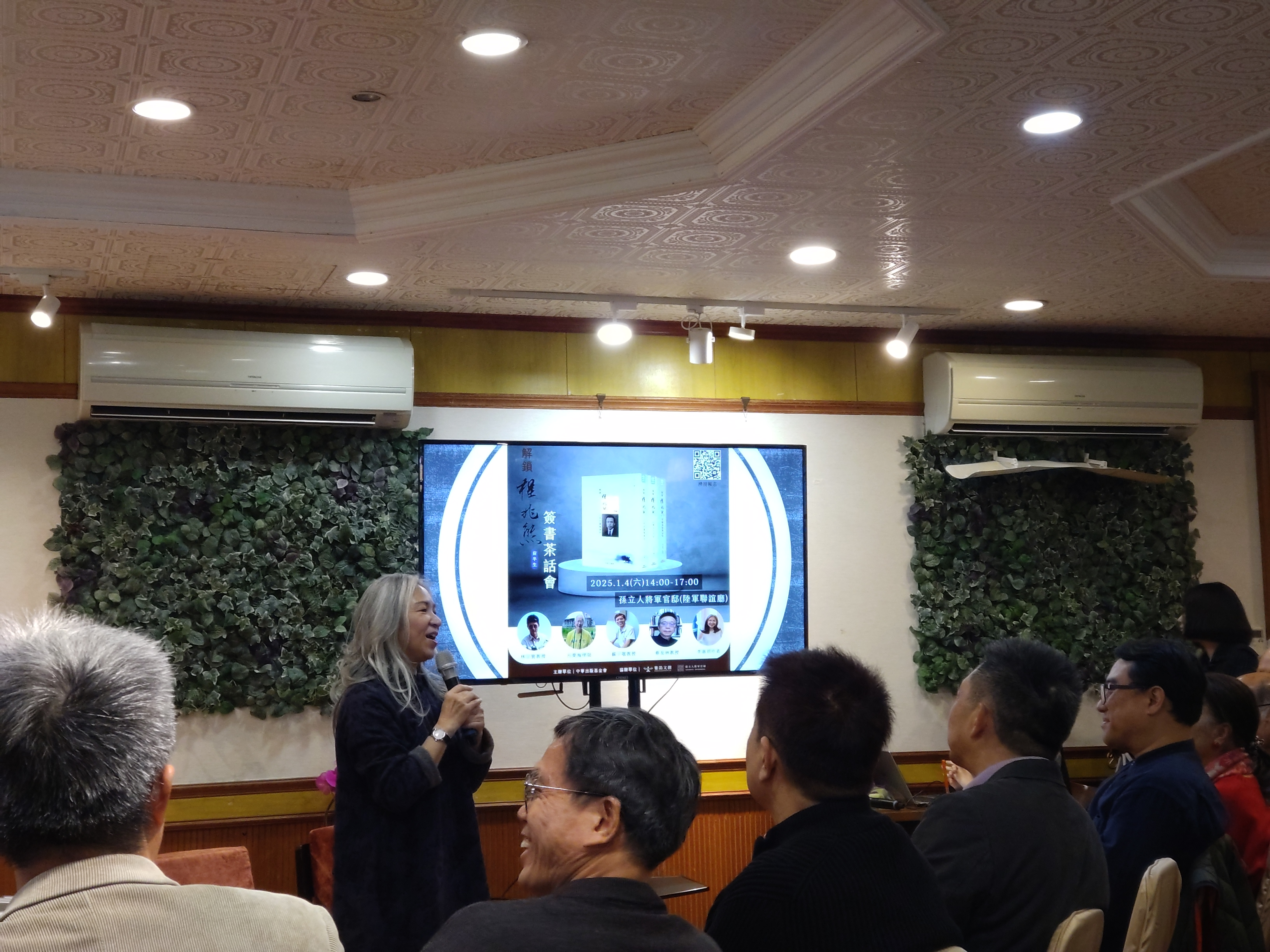
2025年1月4日於孫立人將軍官邸舉辦《解鎖程兆熊前半生》簽書茶話會，手持麥克風者為作者李惠君

在2022年，中華民國文化部指導和支持華夏出版，將《臺灣山地紀行》、《高山族中》、《高山行》、《山地書》以電子書及實體書發行，並舉辦一系列「斯土斯民斯人──程兆熊先生」講座，講述程兆熊及臺灣山地故事。由李惠君發起和組織中華出版基金會，協同嘉義大學中文系及中國文化大學文學院哲學系、農學院與圖書館等單位，於2024年5月24日至25日共同舉辦第一屆「程兆熊思想與現代文化學術研討會」，並邀請法國、南韓、中國大陸及台灣等114名嘉賓及學者，共發表29篇學術論文。目的為探討程兆熊先生的學術貢獻及其未來的發展可能性，並於同年11月出版《憶鵞湖 程兆熊先生之完人的生活與風姿：第一屆程兆熊思想與現代文化國際學術研討會論文集》。
李惠君將程兆熊在大學起至1949年來台之前發表的文章及事蹟搜集與整理，並於程兆熊117歲誕辰紀念日2024年9月22日出版《解鎖程兆熊前半生》。同年11月15至17日，中興大學園藝學系舉辦創系70週年系慶活動，為了緬懷創系主任程兆熊教授，邀請李惠君演講「我所知道的程兆熊先生」以及展出「程兆熊創系主任特展」。

## 作品列表
程兆熊涉略農業、文學、哲學、教育、政治等方面，其發表與著作亦有百種。

## 延伸閱讀
- 石秀淨名、李惠君. . YouTube (台北國際書展). 2025-02-04  [2025-02-08]. （原始内容存档于2025-02-19） （中文（臺灣））.
- 呂榮海. . YouTube. 2022-04-24  [2024-10-19]. （原始内容存档于2025-02-19） （中文（臺灣））.
- 呂榮海. . YouTube. 2022-04-30  [2024-10-19]. （原始内容存档于2025-02-19） （中文（臺灣））.
- 呂榮海. . YouTube. 2022-05-27  [2024-10-19]. （原始内容存档于2025-02-19） （中文（臺灣））.

## 外部連結
- 斯土斯民斯人 - 程兆熊先生的Facebook專頁（繁體中文）（Archive.today的存檔，存档日期2025-01-08）
- 59人文空間的Facebook專頁（繁體中文）（Archive.today的存檔，存档日期2025-06-21）